# Marek Wójcicki (muzyk)
Marek "Zefir" Wójcicki (ur. w Warszawie) – polski gitarzysta. Nagrywał z Czesławem Niemenem, grupami Exodus, De Mono, Houk, Oddział Zamknięty i Deef.
Wynalazca techniki krzyżowej, która polega na graniu dwiema rękami (dziesięcioma palcami, nie - jak zwykle ośmioma) na jednym gryfie gitary sześciostrunowej o normalnym stroju (E, H, G, D, A, E). Dźwięk wydobywany jest poprzez postawienie palca na gryfie. W układzie tym ręce są najczęściej skrzyżowane, choć nie zawsze. Stąd nazwa - granie krzyżowe. Technika ta daje niezależność każdej z rąk, zarówno pod względem rytmicznym jak i melodycznym. Artysta może w każdej chwili przejść do grania kostką, ponieważ gitara nie jest przestrojona.
W 1999 roku Polskie Nagrania wydały płytę "Zefir Solo", na której Marek Zefir Wójcicki gra swoją autorską techniką i jest to pierwsze w Polsce wydawnictwo tego typu. 
Uczęszczał do Średniej Szkoły Muzycznej im. Józefa Elsnera przy ul. Miodowej w Warszawie w klasie kontrabasu. Otrzymał stypendium im. Krzysztofa Komedy.
Był zapraszany do występów zagranicznych m.in. w Londynie i Berlinie (klub Flöz Quasimodo).
W 1997 roku założył zespół Zefir Band z Krzysztofem Ostasiukiem (śpiew).
Zespół Marka "Zefira" Wójcickiego, w skład którego wchodzą też Wojciech Ruciński (gitara basowa) i Cezary Dąbrowski (perkusja) gra koncerty pod nazwą Zefir Trio.